# Daffiama Bussie Issa District
Koordinaten: 10° 23′ N, 2° 19′ W
Der Daffiama Bussie Issa District im Nordwesten Ghanas ist einer von elf Distrikten der Upper West Region. Er entstand 2012 bei der Teilung des vormaligen Nadowli District und beherbergt drei Paramouncies, also Gebiete traditioneller Autoritäten: die Daffiama Traditional Area, die Bussie Traditional Area und die Issa Traditional Area.

## Bevölkerung
Die größten ethnischen Gruppen des Distriktes sind die Dagaaba (etwa 96 %) und Sisaala.
Wichtigste Religionen sind das Christentum (50–60 %), der Islam und traditionelle Religionen.

## Geografische Lage
Die ausgedehnte Fläche des Distriktes ist hügelig. Der Vegetationstyp ist Grassavanne. Die Regenzeit ist zwischen Mai und September.
Die Nationalstraße 18 von Wa zur N 13 führt an der Westgrenze des Distriktes entlang nach Norden.
Die größten Ortschaften sind Daffiama, Bussie, Kojoperi und Issa.
Das östliche Drittel des Distriktes ist Teil des Gbele-Wildtierreservates, in dem es neben Büffeln auch Löwen und wenige Elefanten zu sehen gibt.